# San Pietro al Tanagro
San Pietro al Tanagro – miejscowość i gmina we Włoszech, w regionie Kampania, w prowincji Salerno.
Według danych na rok 2004 gminę zamieszkiwało 1640 osób, 109,3 os./km².